# Andy Mackay
Andrew "Andy" Mackay, född 23 juli 1946 i Lostwithiel, Cornwall, England, är en brittisk musiker och låtskrivare. Mackay är känd som en av originalmedlemmarna av rockgruppen Roxy Music, där han spelar saxofon och oboe.

## Diskografi
Soloalbum
- 1974 – In Search of Eddie Riff
- 1978 – Resolving Contradictions
- 2004 – SAMAS Music for the Senses
- 2009 – London! New York! Paris! Rome!
- 2018 – 3Psalms

Rock Follies
- 1976 – Rock Follies
- 1977 – Rock Follies of '77

Explorers (Manzanera & Mackay)
- 1985 – The Explorers
- 1988 – Crack The Whip
- 1988 – Up in Smoke
- 1997 – The Explorers Live at the Palace
- 2001 – The Complete Explorers

Players[edit]
- 1989 – Christmas

Andy Mackay + The Metaphors
- 2009 – London! Paris! New York! Rome!